# Європейська федерація мініфутболу
Європейська федерація мініфутболу, також відома за абревіатурою ЄМФ — головний орган з мініфутболу в Європі та частині Азії. Це одна з шости континентальних конфедерацій, яка підпорядковується Всесвітній федерації мініфутболу. Європейська федерація мініфутболу має у своїй структурі 38 національних асоціацій.

## Історія та членство
Європейська федерація мініфутболу була створена на зустрічі у Празі, Чехія, 23–25 березня 2012. На момент створення організації, в її склад входило 15 асоціацій.

## Асоціації
Члени Європейської Федерації мініфутболу представлені на сайті.
- Австрія
- Азербайджан
- Албанія
- Англія
- Бельгія
- Болгарія
- Боснія і Герцеговина
- Греція
- Естонія
- Ірландія
- Ізраїль
- Іспанія
- Італія
- Казахстан
- Кіпр
- Латвія
- Литва
- Люксембург
- Македонія
- Молдова
- Німеччина
- Північна Ірландія
- Польща
- Португалія
- Росія
- Румунія
- Сербія
- Словаччина
- Словенія
- Туреччина
- Угорщина
- Уельс
- Україна
- Хорватія
- Чехія
- Чорногорія
- Швейцарія
- Шотландія

## Чемпіонати
Європейська федерація мініфутболу проводить Чемпіонати Європи з мініфутболу для національних збірних та Лігу Чемпіонів ЄМФ для клубів.